# Andromeda Romano
Andromeda Romano (Chicago, 1970) is een Amerikaans schrijfster en freelance journalist. 
Ze begon met het schrijven van reisboeken, waarna ze in 2007 debuteerde met haar eerste roman The Spanish Bow. Dit boek werd in het Nederlands vertaald door M. van Gelder en uitgegeven door uitgeverij Mouria. Andromeda Romano woont en werkt in Anchorage, Alaska.